# Teatro europeo della prima guerra mondiale
Il teatro europeo della prima guerra mondiale è stato sicuramente il principale teatro di operazioni del conflitto. Durante i quattro anni della Grande Guerra, si affrontarono armate di dimensioni mai messe in campo in precedenza, utilizzando armi e tecnologie completamente nuove. I morti ed i feriti furono milioni.
Considerata l'importanza e la vastità del conflitto in Europa, in questa voce verrà fornita solo una panoramica generale della situazione e dei vari fronti di guerra. Per maggiori informazioni sulle varie campagne si rimanda alle voci secondarie.

## Situazione generale
Il teatro europeo è diviso in quattro principali teatri di operazioni: fronte occidentale, fronte orientale, fronte balcanico e fronte italiano. Non tutta l'Europa fu coinvolta nel conflitto, e molti territori furono risparmiati. Ad esempio, la guerra non toccò gran parte della Francia e della Germania, così come dell'Italia. Lo stesso suolo della Gran Bretagna fu coinvolto limitatamente ai bombardamenti aerei. Al contrario, altri Paesi furono interamente occupati (Regno di Serbia, Belgio e Romania), oppure subirono grandi devastazioni (Russia ed Impero ottomano).
Altri grandi Paesi, come Spagna e Svezia, rimasero neutrali. Stesso discorso vale per i Paesi Bassi, che furono letteralmente "aggirati" dalla guerra.
Per quanto riguarda gli Stati Uniti, gli unici combattimenti sostenuti furono in Francia contro l'Impero Tedesco. Le truppe statunitensi vennero trasportate via mare attraverso l'oceano Atlantico, reso sicuro dalla superiorità navale inglese.

## Fronte occidentale
Il fronte occidentale fu lo scenario di continui combattimenti dal primo all'ultimo giorno di guerra (11 novembre 1918). Gli scontri avvennero, principalmente, nel nord est della Francia ed in Belgio (interamente occupato). Gran parte della Francia non fu toccata direttamente dal conflitto, e l'Olanda rimase neutrale.
I principali belligeranti furono Francia, Belgio ed Impero britannico, che si contrapposero all'Impero Tedesco.

## Fronte orientale
Il fronte orientale riguardò un numero estremamente ampio di territori, dal Mar Baltico al Mar Nero (asse nord-sud) e da Prussia e Galizia alla Lettonia e Minsk (asse est-ovest). I combattimenti cessarono prima che sul fronte occidentale, ed in pratica non vi furono più operazioni militari significative dopo l'autunno 1917 a causa della rivoluzione russa. Quest'ultimo evento costrinse l'Impero russo ad uscire dal conflitto con la pace di Brest-Litovsk, nel marzo 1918. Nel 1916, vi fu anche l'intervento della Romania, occupata in buona parte entro la fine dello stesso anno.
I protagonisti furono Austria-Ungheria e Germania da una parte, ed Impero Russo e Romania dall'altra.

## Fronte italiano
Il fronte italiano riguarda una parte dell'Italia nord-orientale, sui confini con l'Austria-Ungheria. Le ostilità iniziarono il 24 maggio 1915, e si conclusero il 4 novembre 1918. Gran parte dei combattimenti avvennero tra le Alpi e l'Adriatico, vicino alla città di Trieste.
I protagonisti furono il Regno d'Italia e l'Austria-Ungheria, con piccoli contingenti da parte di Francia, Gran Bretagna, Stati Uniti (da parte dell'Italia) ed Impero Tedesco (per l'Austria-Ungheria).

## Fronte balcanico
Il fronte balcanico riguarda tutte quelle campagne combattute in Serbia, Albania, Montenegro, Macedonia e Romania. Comunque, furono coinvolti anche territori in Grecia (parte settentrionale), Bulgaria (parte occidentale) ed Austria-Ungheria (parte meridionale). I combattimenti furono su scala molto più ridotta che sugli altri fronti, tanto che le grandi potenze lo considerarono un teatro tutto sommato secondario.
Ad Austria-Ungheria, Germania, Bulgaria ed Impero Ottomano si opposero Francia, Gran Bretagna, Russia, Serbia, Romania, Montenegro e Grecia. L'Albania
rimase Neutrale